# اچ‌ام‌اس وولستون (۱۹۱۸)
اچ‌ام‌اس وولستون (۱۹۱۸) (به انگلیسی: HMS Woolston (1918)) یک کشتی بود که طول آن ۳۰۰ فوت (۹۱ متر) بود. این کشتی در سال ۱۹۱۸ ساخته شد.